# フォーチュンオーブ第2章 伝説の宝珠
フォーチュンオーブ第2章　伝説の宝珠（フォーチュンオーブだいにしょう でんせつのオーブ）は　2003年に稼働を開始したコナミのメダルゲームである。フォーチュンオーブの続編であり、10ステーション・最大20人同時プレーが可能なプッシャーゲーム。

## 遊び方
基本的な遊び方は前作と変わらない。「オーブ」（緑色のボール）を落とすと様々なフィーチャーが獲得できるのも同じ。
左右に動くチャッカーにメダルが入ると、ステーションの画面のスロットが回転する（最大9つまで保留可能）。同じ柄が3つ揃うと当たり。
メダルはステーション画面手前のジャックポットテーブルの上に払い出され、溢れたメダルはプッシャーテーブルに落ちてくる。
111　222　444　666　888　999
通常当たり。メダル払い出し（確変は終了し、通常の1ラインスロットに戻る）。ジャックポットステップが1つ進む。
333　555
確変当たり。メダルが払い出され、確変に突入する。ジャックポットステップが1つ進む。
1ORB 1ORB 1ORB
オーブ当たり。フィールドにオーブ（緑色のボール）が1個払い出される。
2ORB 2ORB 2ORB
オーブ当たり・確変。フィールドにオーブが2個払い出され、確変に突入。
DDD（ダイレクトチャンス）
ダイレクトチャンス。今作より新たに追加された図柄。オーブが直接チャンスポケットチャレンジに投入される（オーブ1つ分）。
777
ダイレクトチャンス・確変。3つのオーブが直接チャンスポケットチャレンジに投入される。抽選終了後、確変に突入。
FFF（フォーチュンボーナス）
フォーチュンボーナス。新たに追加された図柄（シリーズ中では今作のみに登場）。揃うとメダル150枚が払い出される。
確変中は画面の枠がオレンジ色に変化し、スロットが2ラインに変化する（今作では縦横にクロスする）。2ライン同時に同じ柄が揃うと、メダル・オーブの払い出しが通常の2倍となる（例えば「F」が縦横同時に揃うと300枚の払い出しとなる、DDDと777のダイレクトチャンスは2回に分けて抽選される）。ただし、ジャックポットステップは2ラインで揃っても1つしか進まない。
ステーション画面の背景に表示されるステージはステップが進むにつれて変化し、通常当たり・確変当たりによって進むコースが変わる。今作では、確変当たりが多いと「天空」、通常当たりが多いと「海底」、その間が「地上」という3種類のルートに分岐する。

### ジャックポット
画面右側のジャックポットステップが「7」に到達するとJACKPOTとなる。
メダルが乗せられているジャックポットテーブルが傾き、プールされたメダルが放出され、さらに大量にメダルが払い出される。
また、ボーナスとしてオーブが1つ払い出される。蓄積したステップが全て通常当たり、もしくは確変当たりによる場合は、さらに追加でオーブが1つ払い出される。
本作では4種類のジャックポット演出があり、通常ルートと確変ルートが混合している場合は「通常JP」「海賊船JP」のいずれか、1〜5ステップ目が全て通常ルートだと「仏像JP」、1〜5ステップ目が全て確変ルートだと「オーブ君石像JP」となる。

## チャンスポケットチャレンジ
フィールドに払い出されたオーブを手前に落とすと、チャンスポケットチャレンジとなる。
落としたオーブがフィールド横のスパイラルを登り、ステーション前方で回転するチャンスポケットに投入される。
チャンスポケットには6つポケットがあり、「25」「50」が２つずつ（それぞれ確率2/6）、「75」「SJP CHANCE」が1つずつ（それぞれ確率1/6）。数字のポケットに入った場合はその数字の枚数分のメダルが払い出され、「SJP CHANCE」に入るとスーパージャックポットチャンスに進む。

## スーパージャックポットチャンス
オーブが筐体中央の大きなウィングの内部にある抽選台まで運ばれ、抽選が行われる。
ポケットは10個で、「100」が5つ（浅いポケット、確率5/10）、「200」が4つ（中くらいのポケット、確率4/10）「SUPER JACKPOT」が1つ（深いポケット、確率1/10）。「100」「200」にオーブが入るとそれぞれその数字の枚数分のメダルがウィングの羽の部分から払い出される。
「SUPER JACKPOT」に入るとスーパージャックポットが発生、筐体中央に表示されている蓄積枚数が、ウィングの羽根の部分から払い出される。
チャンスポケットチャレンジ開始前の時点で、スロットの保留ストックが6つ以上あると、スーパージャックポット獲得時の払い出し枚数がアップし(60~250枚)、プログレッシブは5000枚まで溜まるので、最高5250枚のメダルが獲得できる。
獲得枚数が2000枚以上の場合はステーション画面にスタッフロールが流れる。
スーパージャックポット獲得後は、蓄積された枚数は初期値に戻る（設定可能な初期値は500~2000だが、店の設定によっては初期値に戻るのではなく一定の枚数が蓄積枚数から減らされる設定もある）。

## シリーズ作品
- フォーチュンオーブ
- フォーチュンオーブ第3章 宝珠王国